# International Kiteboarding Organization
La IKO (International Kiteboarding Organization) è l'organizzazione di kitesurfing o kiteboarding più estesa al mondo che si basa su uno standard di insegnamento usato e condiviso in tutto il mondo.
Secondo i dati diffusi nel 2017 il numero di scuole certificate nel mondo è circa 130 ed il numero di istruttori attivi che seguono questo standard di insegnamento è di circa 4.000. I kiters certificati da questa organizzazione sono stati 410.000, il loro livello è controllabile grazie ad una tessera rilasciata a fine corso che ne certifica il livello a seconda delle capacità che l'allievo ha raggiunto.

## Livello IKO
Livello 1 -  Discovery
- 1A - Valutazione S.E.A. (Spot, Ambiente, Attività), saper tenere, trasportare e mettere in sicurezza un kite a terra, essere in grado di armare un kite;
- 1B - Utilizzazione dei sistemi di sicurezza,  controllo pre-volo;
- 1C - Saper decollare e atterrare come assistente; primo pilotaggio e controllo del kite a bordo finestra; lasciare andare la barra su comando vocale dell'istruttore; saper avvolgere e svolgere le linee;
- 1D - Pilotare il kite con una mano, scoperta del trim, camminare con il kite in volo, saper decollare ed atterrare il kite come pilota, teoria della finestra di vento;
- 1E - Attivazione del quick release con il kite in volo, saper atterrare un kite in autonomia, disarmare l'attrezzatura;

Livello 2 - Intermediate
- 2F - Saper entrare e uscire dall'acqua controllando il kite ed essere in grado di rilanciare il kite dall'acqua;
- 2G - Fare il body-drag a destra e a sinistra con due mani e fare il body-drag in potenza su entrambi lati;
- 2H - Eseguire il body-drag di bolina e il body-drag di bolina con la tavola, imparare la teoria del self-rescue (auto- soccorso) e ripiegamento del kite provandolo a terra;
- 2I - Introduzione alle regole di precedenza, fare lo steady-pull e i primi tentativi di water-start (partenze in tavola);

Livello 3 - Independent
- 3J - Essere capace di tenere l'andatura e fermarsi con controllo, saper controllare la velocità di navigazione con la tavola;
- 3K - Navigare di bolina;
- 3L - Eseguire una transizione scivolando;
- 3M - Navigazione in toeside e virata in toeside;
- 3N - Auto-decollo (decollo in autonomia), self-rescue e ripiegamento del kite in acque profonde;

Livello 4 - Advanced
- 4.1 - Atterrare correttamente un salto base;
- 4.2 - Eseguire un Jibe;
- 4.3 - Eseguire correttamente un salto con grab;
- 4.4 - Recuperare un rider in acque profonde;
- 4.5 - Recuperare una tavola in acque profonde;
- 4.6 - Conoscere i segnali internazionali del kitesurf e le regole di precedenza;
- 4.7 - Conoscere in modo completo l'attrezzatura;
- 4.8 - Meteo e maree;
- 4.9 - Aerodinamica;